# Encyclopedia Astronautica
Die Encyclopedia Astronautica (auch astronautix.com genannt) ist ein englischsprachiges Onlinelexikon zu Themen rund um die Raumfahrt. Das Lexikon wurde ab 1994 vom Weltraumenthusiasten Mark Wade zunächst als persönliche Website herausgegeben, um den informellen Austausch zwischen Menschen zu fördern, die sich für sowjetische und russische Raumfahrtprogramme und die internationale Zusammenarbeit in der Raumfahrt interessieren. Es behandelt sowohl historische als auch aktuelle Entwicklungen zur Geschichte der bemannten und unbemannten Raumfahrt aus den meisten Ländern, die aktive Forschungsprogramme betreiben, sowie umfangreiche Informationen zu Raketenwaffen. Die Beiträge von Wade und anderen Autoren eröffnen dabei teilweise neue Sichtweisen auf bekannte Ereignisse.   

## Inhalt
Das Lexikon umfasst 79.433 Artikel mit 13.741 Abbildungen von Raumschiffen, Astronauten, Raumflügen, Raketen, Raumstationen und ihren Bestandteilen. Auch Weltraumbahnhöfe, sonstige Raketenstartplätze und die Lebensläufe bedeutender Pioniere der Raumfahrt sind beschrieben.
Seit 2019 wird die Encyclopedia Astronautica nicht mehr aktualisiert.
Das Lexikon enthält umfassende Übersichtsartikel zu speziellen Themen der Raumfahrt wie zum Beispiel:
- Germany[3] inkl. einer Liste der deutschen Raketenspezialisten, die nach dem Zweiten Weltkrieg für USA, UdSSR und Frankreich arbeiteten
- Russia - Early Ballistic Missiles[4] mit einer Historie der Einbindung der deutschen Raketenspezialisten in Entwicklungen der sowjetischen Raumfahrt
- Russia: The Real Moon Landing Hoax[5] über den Wettlauf ins All
- Russia: What did the CIA know and when did they know it?[6] mit einer Übersicht der Kenntnisse und Einschätzungen der CIA zur sowjetischen Raketentechnologie
- historische Daten der Raumfahrt für jeden Kalendertag[7]

## Rezeption und Auszeichnungen
2015 erhielt Mark Wade für seine Encyplopedia Astronautica den Ordway Award for Sustained Excellence in Spaceflight History der American Astronautical Society. Der nach dem amerikanischen Raumfahrtingenieur und Autor Frederick I. Ordway III (1927–2014) benannte Preis würdigt außergewöhnliche, nachhaltige Bemühungen zur Information und Aufklärung über die Raumfahrt und ihre Geschichte durch ein oder mehrere Medien, einschließlich Schreiben, Redigieren oder Veröffentlichen.

## Diskussionen über Zuverlässigkeit
2006 bemängelte der amerikanische Raumfahrthistoriker Stephen B. Johnson, dass das Online-Lexikon „zwar viele Informationen enthält, aber leider nicht alle davon korrekt sind. Raumfahrthistoriker haben eine Reihe von sachlichen Problemen festgestellt und leider sind diese Probleme nicht konsequent behoben worden. Da dies keine von Fachleuten überprüfte Quelle ist und historische Fehler nicht immer behoben wurden, kann sie trotz ihres beeindruckenden Aussehens nicht als zuverlässige Quelle betrachtet werden. Viele andere Online-Quellen haben das gleiche Problem.“
2014 hielt der Raumfahrthistoriker Don P. Mitchell dagegen, dass „die Seiten von Mark Wade sehr bemerkenswert sind. Für wissenschaftliche Referenzen ist es immer eine gute Idee, Webquellen zu überprüfen, aber ich habe astronautix.com zumeist als nützlich und zuverlässig und als einen echten öffentlichen Dienst empfunden.“